# Aïcha Mekki
Aïcha Mekki, née vers 1950,  morte en mai 1992, est une journaliste marocaine qui a été une pionnière du reportage sur la criminalité dans son pays alors qu'elle travaillait pour le journal L'Opinion. Elle a été l'une des rares reporters spécialistes de la criminalité et  l'une des rares femmes journalistes du pays. De 1977 à 1992, elle a écrit une chronique intitulée «Au ban de la société».

## Biographie
Mekki est née Rokia Fetha à Taza, au nord-est du Maroc, vers 1950,,. Certaines sources précisent que son année de naissance est 1952. Elle grandit au sein d’une famille vivant dans la pauvreté et étudie dans une école juive de la ville, avec un intérêt particulier pour la langue française. Mekki subit des violences domestiques durant son enfance. Alors qu'elle était encore enfant, sa famille déménage aux Carrières Centrales, un lotissement de Casablanca. Elle étudie le français à l’université de Rabat.
Elle commence son parcours professionnel comme journaliste à la station radiophonique marocaine de Rabat. Au milieu des années 1970, Mekki est engagée pour travailler à L'Opinion, un journal marocain de langue française,. D'octobre 1977 à sa mort en 1992, elle y publie une chronique  intitulée «Au ban de la société»,,. Cette chronique, écrite pendant les années de plomb au Maroc, est devenue célèbre pour ses descriptions de crimes et pour un style de narration semi-fictionnel. Elle s’est intéressée particulièrement aux milieux marginaux et  aux personnes parmi les plus pauvres du pays, comme les prostituées et les toxicomanes. Elle étaitaussi  l'une des rares journalistes à faire des reportages sur la criminalité au Maroc, et une rare femme journaliste dans son pays à l’époque. Elle est considérée comme une pionnière du reportage moderne sur cette criminalité marocaine.
Ses reportages sur la criminalité se caractérisent par l'accent mis sur les aspects des affaires criminelles autres que les faits de l'enquête policière. Elle écrit sur le contexte de l'affaire, le crime lui-même et les procédures judiciaires. Les affaires couvertes concernent aussi des meurtres provoqués par des crimes dits passionnels, et notamment des féminicides.
Elle meurt en mai 1992, âgée d’une trentaine d’années. Elle vivait seule au moment de sa mort, dans un appartement dépourvu d’électricité et d’eau potable. Son corps est découvert deux semaines après qu'elle a cessé de venir au travail, le 16 mai.